# Dom Aquino
Dom Aquino est une municipalité brésilienne située dans l'État du Mato Grosso.